# Дорис-ди-Гуаньяйнс
Дорис-ди-Гуаньяйнс (порт. Dores de Guanhães) — город и муниципалитет в Бразилии, входит в штат Минас-Жерайс. Составная часть мезорегиона Вали-ду-Риу-Доси. Входит в экономико-статистический микрорегион Гуаньяйнс. Население составляет 5407 человек на 2006 год. Занимает площадь 381,826 км². Плотность населения — 14,0 чел./км².
Покровителем города считается Богоматерь дас-Дорес.
Праздник города — 1 марта.

## История
Город основан 30 декабря 1962 года. 

## Статистика
- Валовой внутренний продукт на 2003 год составляет 19 910 383,00 реалов (данные: Бразильский институт географии и статистики).
- Валовой внутренний продукт на душу населения на 2003 год составляет 3707,02 реалов (данные: Бразильский институт географии и статистики).
- Индекс развития человеческого потенциала на 2000 год составляет 0,666 (данные: Программа развития ООН).